# 内海喩
内海 喩（うつみ さとり、1919年4月16日 - 2003年3月15日）は、日本の化学者。理学博士。専門は分析化学。特に微量陰イオンの定量法の研究で知られる。元東京工業大学理工学部分析化学教室教授。日本大学名誉教授。
香川県出身。旧制千葉県立佐倉中学校（現在の千葉県立佐倉高等学校）を経て東京文理科大学（現在の筑波大学）卒業。1992年、勲四等旭日小綬章を受章。2003年3月15日、急性心筋梗塞のため83歳で死去。

## 著書
- 『基礎教育分析化学実験』東京教学社・ISBN 4-8082-3010-0
- 『分析化学実験―基礎教育』東京教学社